# Észak-amerikai törpenyúl
Az észak-amerikai törpenyúl (Brachylagus idahoensis) az emlősök (Mammalia) osztályának nyúlalakúak (Lagomorpha) rendjébe, ezen belül a nyúlfélék (Leporidae) családjába tartozó faj.

## Előfordulása
Az Amerikai Egyesült Államok nyugati részén él. Természetes élőhelye a félsivatagok.

## Megjelenése
Az észak-amerikai törpenyúl a legkisebb nyúlfaj, testhossza 28 cm, ebből a farok 2 cm-t tesz ki, testtömege 460 g.

## Életmódja
Maga ásta üregében és a zsályacserjék sűrűjében él, és főként ezzel a növénnyel is táplálkozik. Szomszédjait jellegzetes füttyel figyelmezteti a veszélyre.